# École nationale d'ingénieurs de Brest
 (novembre 2022).
Si vous disposez d'ouvrages ou d'articles de référence ou si vous connaissez des sites web de qualité traitant du thème abordé ici, merci de compléter l'article en donnant les références utiles à sa vérifiabilité et en les liant à la section « Notes et références ».
L’École nationale d’ingénieurs de Brest (ENIB) est l'une des 204 écoles d'ingénieurs françaises accréditées au 1er septembre 2020 à délivrer un diplôme d'ingénieur. 
Intégrée depuis le 1er mars 2025 à l'Institut national polytechnique de Bretagne (Bretagne INP) et à l'université de Bretagne-Occidentale, l'ENIB opère sous la tutelle du ministère chargé de l'Enseignement supérieur. Elle est école affiliée à l'Institut Mines Télécom et est membre fondatrice de l'Alliance universitaire de Bretagne.
L'ENIB propose cinq parcours de masters et deux au niveau doctoral. L'ENIB recrute à travers le concours post-bac GEIPI Polytech et le concours Bac+2 ENI.

## Présentation
À l'origine implantée dans le centre-ville de Brest, l'ENIB a déménagé en 1992 afin de s'agrandir et est maintenant située à Plouzané sur le Technopôle Brest-Iroise. L’école est un établissement public à caractère administratif membre fondatrice de l'Alliance universitaire de Bretagne, créée fin 2019. Forte de nombreux laboratoires, l'ENIB possède aussi le Centre Européen de Réalité Virtuelle (CERV).
Cette école fait partie du groupe ENI. Elle propose une formation d’ingénieurs habilitée par le ministère de l’Enseignement supérieur et de la Recherche après l’avis de la Commission des titres d'ingénieur; Elle délivre un unique diplôme d'ingénieurs généralistes en électronique, informatique, et mécatronique. La durée des études est de 5 ans, 3 ans ou 2 ans suivant le niveau d'entrée. Le cycle préparatoire dure deux ans et le cycle ingénieur trois ans.
L'ENIB propose quatre stages pour une durée totale de 48 à 61 semaines. Sa signature repose également sur les projets d'engagement étudiants autour des objectifs du développement durables, dit ingénieur honnête-homme (IHH) et les inter-semestres.
La marque IHH fait l'objet d'une demande de dépôt auprès de l'Institut national de la propriété  

Le campus, situé à Plouzané en bord de mer, est implanté dans le Technopôle Brest-Iroise à proximité d'autres établissements d'enseignement supérieur (IMT Atlantique et ESIAB).

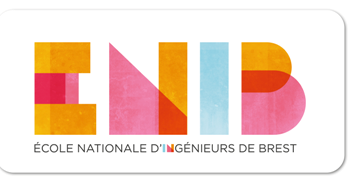
Logo de l'ENIB de 2012 à 2025.
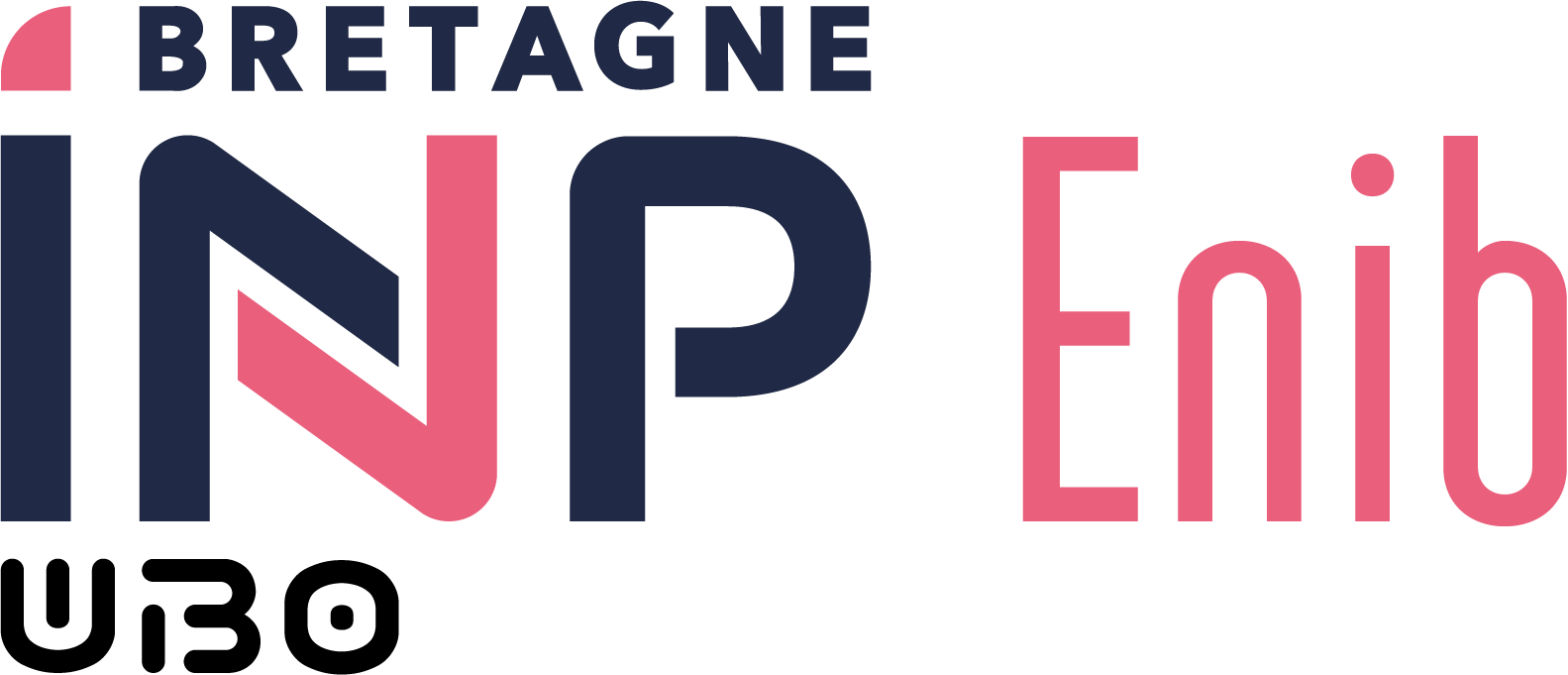
Logo de l'ENIB depuis 2025.

## Historique

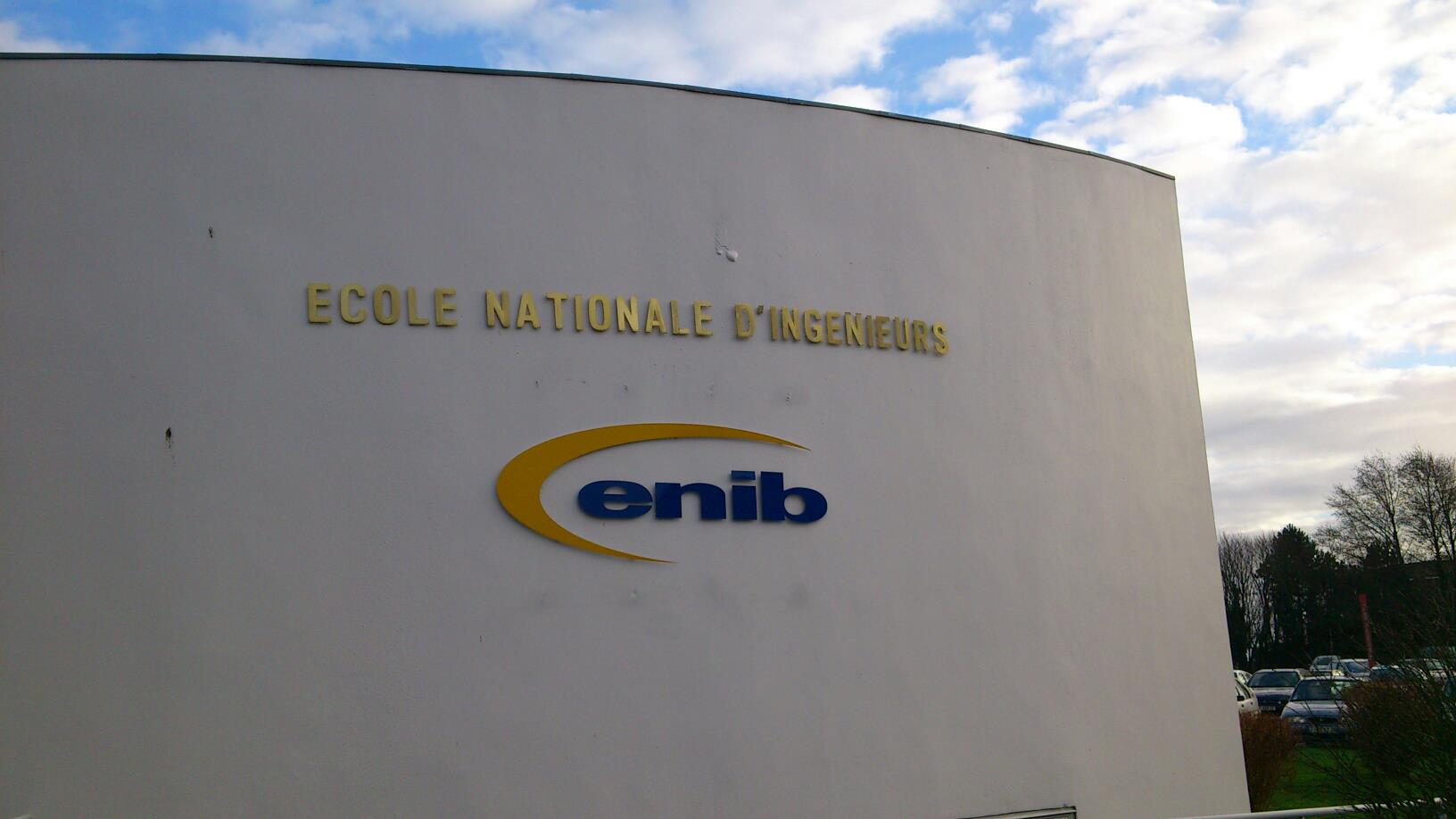
Entrée avec l'ancien logo, en 2004

L'histoire des écoles nationales d'ingénieurs remonte aux années 1950. La France connait à cette époque une pénurie d'ingénieurs techniques, leur secteur n'étant pas porteur. La direction de l'enseignement technique propose alors la création de trois nouveaux centres pour l'école nationale supérieure d'Arts et Métiers. Cependant la société des ingénieurs Arts et Métiers ne souhaite pas se plier aux besoins de l'industrie, désirant entretenir un certain manque de Gadzarts qui les rendrait rares et chers. Un seul centre fut créé, celui de Bordeaux-Talence en 1963. Néanmoins pour répondre à la demande, on crée deux types d’écoles d'ingénieurs publiques en quatre ans après le baccalauréat à l’instar des Fachhochschulen germaniques : les écoles nationales d'ingénieurs (ENI) et les instituts nationaux des sciences appliquées (INSA) .
Ces écoles sont le fruit de deux volontés conjointes :  celle de l’État, qui veut déconcentrer et structurer l’enseignement technique supérieur, et celle de l’industrie qui, dans un contexte de forte expansion économique, redoute une pénurie d’ingénieurs. Dans ce contexte, l'école nationale d'ingénieurs de Brest, en même temps que ses sœurs de Metz et de Saint-Étienne. L'école est d'abord installée dans le centre-ville de Brest, sur le site de Kerichen et à partir de 1977 sur le site du Bouguen.
L'école est l'une des deux dernières ENI à disposer encore d'une personnalité morale et juridique.
Quelques dates dans l'histoire de l'école :
- 15 novembre 1961 - Création de l'ENIB (scolarité en 4 ans)
- 1987 - Passage de la durée des études à 5 ans, diversification du recrutement, création de deux filières (électronique et informatique industrielle)
- 1988 - Création du 1er laboratoire de recherche, le laboratoire de recherche en électronique, signal, optoélectronique, et télécommunications (RESO)
- 1990 - Création du laboratoire de recherche en informatique (LI2)
- 1991 - Habilitation à délivrer le DEA d'électronique-optronique
- 1992 - Installation dans des locaux de (10 000 m2) sur le technopôle Brest-Iroise.
- 1994 - Habilitation à délivrer un mastère : génie logiciel et temps réel pour l'informatique industrielle (GT2I)
- 1997 - Habilitation pour les mastères : Réalité Virtuelle Distribuée (RVD)
- 2000 - Ouverture de la filière mécatronique
- 2004 - Construction d'une extension de 4 000 m2 et création du Centre Européen de Réalité Virtuelle (CERV)
- 2006 - Création du laboratoire de recherche en mécatronique (LRM)
- 2009 - Création des inter-semestres
- 2010 - Introduction des enseignements Ingénieurs honnête-homme (IHH)
- 2011 - Les laboratoires RESO et LISyC intègrent le Lab-STICC, UMR CNRS[5]
- 2012 - Inauguration de la Maison des étudiants, locaux destinés à l'accueil des associations étudiantes de l'école[6]
- 2013 - Association à l'Institut Mines-Télécom[7]
- 2017 - L'ENIB délivre pour la première fois le doctorat
- 2018 - L'ENIB intègre l’Institut  de recherche Dupuy De Lôme, UMR CNRS nouvellement créée
- 2020 - L'ENIB délivre son 5000e diplôme d'ingénieur et rejoint l'Institut Carnot ARTS

### Directeurs successifs
- De 1961 à 1966 : Lucien Berthaud
- De 1966 à 1969 : Robert Génin
- De 1969 à 1970 : Joseph Faucon, sous-directeur, par intérim
- De 1970 à 1979 : Denis Quivy
- 1979 : Robert Génin, par intérim
- De 1979 à 1980 : Claude Chèze
- De 1981 à 1982 : Jean-Claude Cubaud
- De 1982 à 1984 : Maurice Coche
- De 1984 à 1985 : Gérard Lemarié
- De 1985 à 2008 : François Ropars
- De 2008 à 2014 : Jacques Tisseau
- De juillet 2014 à mars 2019 : Romual Boné
- De mars 2019 à août 2019 : Mikael Guégan, administrateur provisoire
- Depuis septembre 2019 : Alexis Michel

## Formation
Sur la Technopôle Brest-Iroise, l'école s’étend sur 36 000 m2 et comprend cinq bâtiments sur deux sites distants de 200 m : 
- bâtiment 1: administration, formation, pôle électronique du Lab-STICC et IRDL
- bâtiment 2 : formation et centre de ressources documentaires
- bâtiment 3a : maison des associations
- bâtiment 3b : foyer des étudiants
- bâtiment 4 : Centre européen de réalité virtuelle[8] et site brestois de l'IRT b<>com

Le tronc  commun  comprend 15% de mathématiques et de physique, 30% de sciences de l’ingénieur (électronique, informatique et mécatronique) et 20% de sciences humaines pour l’ingénieur. Les étudiants  choisissent des modules  optionnels lors des  semestres  S7  et  S9. Les stages représentent 27% de la scolarité. Chaque semestre d'enseignement comporte un projet.
Particularité :
- Des cours en petit effectif : cours-td ({\displaystyle \leq } 48 élèves), laboratoires ({\displaystyle \leq } 24), travaux pratiques ({\displaystyle \leq } 12) ;
- Sur les semestres 7 et 9 et les intersemestres 1 et 3, une journée est consacrée à la même activité ;
- Les évaluations se déroulent uniquement en contrôle continu.

### Masters
L’ENIB propose, avec d’autres établissements d’enseignement supérieur bretons, quatre masters sur cinq parcours. En dernière année, les étudiants de l’ENIB peuvent suivre un de ces parcours de deuxième année de master. Ce double cursus est alors sanctionné par deux diplômes de l'école : ingénieur ENIB et master ENIB. L'école accueille également des masterants qui ne sont pas nécessairement élève de cursus d'ingénieurs.
- Master Physique fondamentale et applications, en partenariat avec l'ENIB, l’ENSSAT, l’INSA, l’Université Rennes 1, l’IMT Atlantique et l’UBO ;
- Master Télécommunications en co-accréditation entre l’ENIB et l’UBO, en partenariat avec l’ENSTA Bretagne et  l’IMT Atlantique ;

Parcours  Signal et Télécommunications (ST) ou Parcours Electronique RadioFréquence et Télécommunications (ET)
- Master Informatique en partenariat avec l'ENIB, l’UBO, l’ENSTA-Bretagne et l’IMT Atlantique ;
- Master Ingénierie de conception en co-habilitation entre l'ENIB, l'ENSTA-Bretagne, l'INSA Rennes, l'UBO, et l'UBS.

### Doctorat
L’ENIB délivre le doctorat dans le cadre de deux écoles doctorales (ED) : l'ED Mathématiques et STIC (MathSTIC ) et l'ED Sciences Pour l’Ingénieur (SPI). Ces deux ED couvrent les compétences scientifiques et technologiques des deux UMR CNRS dans lesquelles est impliquée l'ENIB, respectivement le Lab-STICC et l'IRDL. Les équipes de recherche de l’ENIB accueillent plus d'une trentaine de doctorants issus de l’ENIB ou d’autres établissements d’enseignement supérieur du site brestois.

## Recherche
Les activités de recherche de l'ENIB se font principalement à travers deux UMR du CNRS, le Lab-STICC et l'IRDL.

### Lab-STICC - UMR CNRS 6285
L’ENIB est cotutelle de ce laboratoire multi-site et multi-établissement qui compte plus de 550 membres. Outre de l'ENIB, cette UMR regroupe des chercheurs du CNRS, de l’IMT Atlantique, de l’UBO, de l’UBS, et de l’ENSTA Bretagne. Au sein du Lab-STICC, les enseignants-chercheurs de l’ENIB interviennent dans les champs suivants : 
- l’optoélectronique pour les télécoms, la photonique pour les capteurs et les hyperfréquences
- le traitement de l’image dans le domaine de la biologie marine et de la santé
- la réalité virtuelle et l’Intelligence Artificielle

### L'Institut de recherche Dupuy de Lôme UMR CNRS 6027
L’ENIB a intégré en 2018 cette UMR récente. L'IRDL réunit 280 membres, dont 110 doctorants, 4 plateformes technologiques et de très nombreuses collaborations industrielles. L’IRDL a pour ambition de répondre aux défis scientifiques et technologiques liés à l'ingénierie des matériaux, de la mécanique et des systèmes. Les applications visent principalement les domaines de la mer, du transport (automobile, aéronautique) et de la défense. Les enjeux industriels sont  de produire moins cher, de réduire les consommations énergétiques et l’empreinte environnementale, tout en restant résistant.
Les enseignants-chercheurs de l’ENIB mènent leurs travaux de recherche  au sein des pôles thématiques de recherche "Durabilité et Énergétique" de l'IRDL. Leurs travaux portent sur l'analyse et la prédiction de la durée de vie des structures mécaniques, notamment sur la fatigue et le choc. Les comportements des matériaux, des assemblages et des systèmes, sont étudiés et modélisés en tenant compte de l'environnement (contraintes spécifiques du milieu marin par exemple) et du cycle de vie. La très grande majorité des projets de recherche sont motivés par des défis issus du monde industriel, dans de nombreux domaines d'application, tels que l'automobile, l'aéronautique, le médical.

### Objets d'excellence
L'ENIB est membre du :
- Laboratoire d'Excellence (LabEx) CominLabs
- École universitaire de recherche (EUR) IsBlue
- Pôle de compétitivité "Images & Réseaux"
- Institut Carnot ARTS
- GIP Numérique Eskemm
- Equipex+ Continuum

## Voies de recrutement
L'ENIB propose plusieurs voies de recrutement :
- 144 places au niveau post-bac, par le concours GEIPI Polytech[9] ;
- 48 places, à bac+2, par le concours ENI[10] ;
- des admissions parallèles sur dossier sont possibles à chaque semestre, jusqu'au semestre 7[11].

## L'international
L'ENIB compte près de 90 partenariats internationaux répartis dans une trentaine de pays. L'école offre plus d'une vingtaine de doubles cursus, certains sanctionnés par un second diplôme.
La mobilité est obligatoire pour les élève-ingénieurs, sous forme de stages en entreprises ou laboratoire de recherche ou encore en semestre académiques.
L'ENIB est membre fondateur du Centre de mobilité international de Brest

## Vie étudiante
L'ENIB se situe en 2020 et 2021 dans le TOP 10 du classement Happy@School évaluant la qualité de vie sur le campus.

## Association des diplômés
L'Association Nationale des Ingénieurs ENIB (ANIENIB) a été créée en 1967. Elle s'est donné pour mission de maintenir les relations entre les ingénieurs ENIB et leur école, ainsi que de renforcer les liens de solidarité entre les anciens élèves. Elle assure également un accompagnement de l’ENIB vers le premier emploi des nouveaux ingénieurs puis tout au long de leurs vies professionnelles. Ce réseau  maintient une cohésion au sein de l’ensemble des ingénieurs et élèves ENIB. L'ANIENIB tient à jour une base de données de l'ensemble des diplômés afin d'éditer un annuaire et une revue. Elle participe aux activités de promotions, d'insertion (Journées entreprises)  et d'enquêtes de l'ENIB. L'association centralise et diffuse des offres d'emploi proposées par les ingénieurs ENIB et facilite la démarche de recherche d'emploi des futurs ou jeunes diplômés. L'ANIENIB est statutairement présentée au sein du conseil d'administration de l'ENIB.

## Pour approfondir